# أنطوان سيف
أنطوان سيف، كاتب وفيلسوف لبناني وأستاذ الفلسفة في كلية الاداب والعلوم الانسانية بالجامعة اللبنانية، وباحث في الفلسفة والعلوم الإنسانية، وهو عضو مؤسّس في الحركة الثقافية - أنطلياس وأمينها العام.

## سيرته الذاتية والمهنية
وُلد في المتن في جبل لبنان. درس في الجامعة اللبنانية وحصل على إجازة في الفلسفة عام 1967، وثانية في التاريخ عام 1975، وعلى ماجستير في الفلسفة من جامعة القديس يوسف عام 1983، وعلى دكتوراه في الفلسفة من الجامعة اللبنانية عام 1992 على بحث تحليليّ حول «مصطلحات الفيلسوف الكِندي».
عمل مدرّساً للفلسفة في عدة مدارس ثانوية، ثم محاضراً وباحثاً في الفلسفة والعلوم الإنسانية في الجامعة اللبنانية، و. وهو عضو في عدة لجان تعليمية، منها لجنة إعداد البرامج التعليمية ولجنة مؤلفي الكتب المدرسية ولجنة تدريب المدربين، حيث كان المنسّق العامّ للجنة تأليف كتاب «الفلسفة والحضارات» المقرّر على طلاب الفرع العلميّ للتعليم الثانويّ في لبنان، وهو عضو في لجنة الامتحانات الرسميّة لشهادة الثانويّة العامّة (البكالوريا اللبنانيّة) ، ولجنة التقويم الذاتي للجامعة اللبنانية ولجنة قبول مشاريع أطروحات شهادة الدكتوراه في الفلسفة، ولجنة المسارات البينيّة في المعهد العاليّ للدكتوراه فيها.
شارك عام 1978 في تأسيس حركة انطلياس الثقافية ويشغل اليوم موقع أمينها العام.

## كتاباته ومؤلفاته
ألف أنطوان سيف عدداً من المؤلفات في مجال الفلسفة والعلوم الإنسانية، ومن أهمها:
- وعي الذات وصدمة الآخر في مقولات العقل الفلسفي العربي: صدر عام 2001 عن دار الطليعة للنشر والتوزيع ببيروت.[4]
- الكندي ومكانته عند مؤرخي الفلسفة العربية: صدر عام 2002 عن دار الجيل للنشر والطباعة والتوزيع ببيروت.[5]
- مصطلحات الفيلسوف الكندي (بحث تحليلي): صدر عام 2003 عن منشورات الجامعة اللبنانية ببيروت.[6]
- التربية والديمقراطية.. أقطار عربية ومسلمة وأوروبية تتحاور: شارك في تأليفه بالتعاون مع مجموعة مؤلفين آخرين من بينهم الفيلسوف التونسي فتحي التريكي، والفيلسوف التونسي أبو يعرب المرزوقي، وصدر عام 2010 عن الدار المتوسطية للنشر والتوزيع ببيروت.[7]
- أيّ فلسفة للقرن الحادي والعشرين؟: صدر عام 2011 عن دالمنظمة العربية للترجمة والنشر والتوزيع ببيروت.[8]
- هكذا تكلم عبد الله العروي: صدر عام 2015 عن منتدى المعارف ببيروت.[9][10]
- ثلاثة حكماء من جبل لبنان - بطرس البستاني، كمال جنبلاط، عادل إسماعيل، صدر عام 1999 عن مؤسسة أنطوان الجلخ.[11]
- المنطق الصوري وفلسفة العلوم (باللغة الفرنسية)[1]